# Безальтернативні вибори
Безальтернативні вибори (вибори без альтернативи), показові вибори - вид виборів, при яких в передвиборчій агітації бере участь тільки один кандидат або одна партія. 

## Сутність
Електорат при цьому може голосувати тільки за чи проти кандидата. Явка виборців зазвичай досить низька і результати виборів часто можуть оголошуватись заочно, про повну підтримку предмету виборів. 
Часто при безальтернативних виборах передвиборча кампанія не проводиться, оскільки в ній відсутній сенс, або з причин відсутності або заборони до існування  опозиційних партій.

## Історія
Безальтернативні вибори часто є основним видом виборів у країнах з авторитарним або тоталітарним режимом. У зв'язку з цим, у представників ліберально -демократичних поглядів склалося негативне ставлення до такої системи голосування.

### У світі
Такий вид виборів практикувався, зокрема, в Радянському Союзі з середини 20-х до середини 80-х років XX століття. У США другі президентські вибори проводилися таким же чином - Джордж Вашингтон був обраний в 1792 році, будучи єдиним кандидатом.
Також безальтернативним голосуванням обирається голова Парламентської Асамблеї Ради Європи, Верховна Народна Рада КНДР і деякі інші.

### В Україні
Безальтернативними були, як і інші вибори в СРСР, вибори до Верховної Ради УРСР та місцевих рад народних депутатів у 1938—1989 роках.
Вибори до Сойму Карпатської України 12 лютого 1939 року також були безальтернативними, оскільки до виборів була допущена лише одна партія. 
За часів Незалежності безальтернативних виборів не проводилось.

## Див також
- Однопартійна система
- Вибори
- Виборчі технології
- Фальсифікація виборів